# Acalypha forsteriana
Acalypha forsteriana är en törelväxtart som beskrevs av Johannes Müller Argoviensis. Acalypha forsteriana ingår i släktet akalyfor, och familjen törelväxter. Inga underarter finns listade i Catalogue of Life.